# Дражев Долац
Дражев Долац је насељено место у Босни и Херцеговини у општини Горњи Вакуф-Ускопље. Административно припада Федерацији Босне и Херцеговине, односно њеном Средњобосанском кантону. Према попису становништва из 2013. у насељу је било 652 становника, а већинско становништво у насељу били су Бошњаци.

## Становништво
По последњем службеном попису становништва из 2013. године у насељу Дражев Долац живело је 652 становника, а село је било етнички хомогено са већинском бошњачком популацијом.
| Националност | 2013. | 1991.        | 1981.        | 1971.        |
| Бошњаци      | —     | 677 (98,83%) | 566 (73,89%) | 451 (94,95%) |
| Хрвати       | —     | 0            | 195 (25,46%) | 20 (4,21%)   |
| Срби         | —     | 0            | 0            | 2 (0,42%)    |
| Југословени  | —     | 0            | 2 (0,26%)    | 2 (0,42%)    |
| Македонци    | —     | 0            | 1 (0,13%)    | 0            |
| остали       | —     | 8 (1,16%)    | 2 (0,26%)    | 0            |
| Укупно       | 652   | 685          | 766          | 475          |